# Etienne Ndayiragije
Etienne Ndayuragije (Bujumbura, 3 de dezembro de 1978) é um treinador de futebol burundiano. Atualmente é o técnido da seleção de seu país natal.

## Carreira
Sem ter chegado a jogar futebol profissionalmente, iniciou sua carreira como técnico em 2015, no Vital'O, sagrando-se campeão nacional em sua termporada de estreia. Entre 2016 e 2019, trabalhou como auxiliar-técnico da equipe.
Passou também pelo Azam em 2019, ano em que assumiu o comando da Seleção Tanzaniana. Em 9 jogos, foram 3 vitórias, 3 empates e 3 derrotas, deixando o cargo em fevereiro de 2021 em consenso mútuo
Depois de 2 anos fora do futebol, foi anunciado em janeiro de 2023 como novo treinador da Seleção Burundinesa, substituindo o compatriota Olivier Niyungeko.

## Títulos
Vital'O
- Campeonato Burundiano: 1 (2015–16)